# Polska Akademia Nauk – Stacja Naukowa w Wiedniu
Polska Akademia Nauk – Stacja Naukowa w Wiedniu (niem. Wissenschaftliches Zentrum der Polnischen Akademie der Wissenschaftenin in Wien) – jednostka naukowa Polskiej Akademii Nauk (PAN) z siedzibą w Wiedniu. Jest jedną z sześciu stacji naukowych PAN za granicą, obok placówek w Berlinie, Brukseli, Kijowie, Paryżu i Rzymie.

## Profil
Stacja zajmuje się promocją polskiej nauki w Austrii, upowszechnianiem wiedzy o stosunkach polsko-austriackich i rozwijaniem współpracy między obydwoma krajami na gruncie badawczym. Organizuje konferencje naukowe i wydarzenia kulturalne oraz wydaje publikacje. Działający przy Stacji Klub Profesorów integruje naukowców i artystów polskiego pochodzenia oraz austriackich uczonych zajmujących się polską historią, kulturą i literaturą. Ponadto Stacja prowadzi bazę noclegową dla polskich naukowców, przebywających krótkoterminowo w Wiedniu.

## Historia i działalność

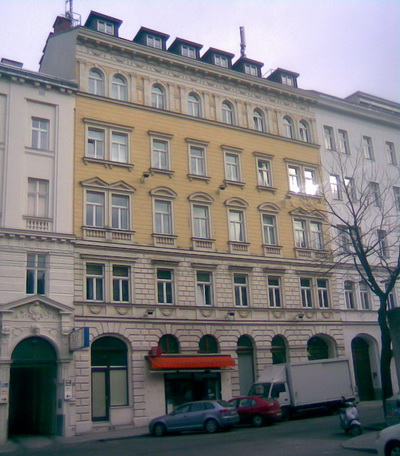
Siedziba Stacji Naukowej w Wiedniu

Powstanie Stacji było konsekwencją trwającej od 1959 praktyki, polegającej na delegowaniu przez PAN swoich pracowników naukowych do wiedeńskiej Fundacji „Dom Polski". W 1982 PAN przejęła działalność i majątek (w tym budynek) upadającej Fundacji, a w 1985 powołała Stację, która rozpoczęła faktyczną działalność w 1991. Stacja współpracuje z austriackimi instytucjami naukowymi, kulturalnymi i naukowymi. Od 2008 wspólnie z wiedeńskim Heeresgeschichtliches Museum (Muzeum Historyczno-Wojskowym) prowadzi sympozja poświęcone wspólnej polsko-austriackiej historii, a od 2010 wraz z Austriacką Akademią Nauk i muzeami w dawnych nazistowskich obozach koncentracyjnych co dwa lata organizuje konferencje poświęcone zbrodniom nazizmu. Stacja współpracuje też z polskimi instytucjami, m.in. z Naczelną Dyrekcją Archiwów Państwowych w celu opracowania poloników w austriackich zbiorach, Fundacją Lanckorońskich w ramach wsparcia merytorycznego dla jej stypendystów w Wiedniu, a także z Centrum Badań Historycznych PAN w Berlinie przy projektach wydawniczych. W latach 2012–2015 Stacja zrealizowała projekt Karol Lanckoroński i jego spuścizna rękopiśmienna w zbiorach Austriackiej Biblioteki Narodowej finansowany ze środków Narodowego Programu Rozwoju Humanistyki.

## Publikacje
Od 2009 Stacja wydaje rocznik niemieckojęzyczny rocznik „Jahrbuch des Wissenschaftlichen Zentrums der Polnischen Akademie der Wissenschaften in Wien”, zawierający wybór tekstów naukowych z różnych dziedzin humanistycznych.

## Biblioteka
Stacja prowadzi bibliotekę liczącą ponad 10.000 woluminów i wyspecjalizowaną w gromadzeniu publikacji o związkach Austrii i Polski, historii Polski w kontekście europejskim oraz historii polskiej nauki i dziedzictwa kulturalnego.